# Communauté de communes du Pays de Thann
Die Communauté de communes du Pays de Thann ist ein ehemaliger französischer Gemeindeverband im Département Haut-Rhin. Er wurde am 1. Januar 1993 mit Sitz in der Stadt Thann gegründet. Aufgrund der neuen Gesetzgebung über die Communauté de communes löste der C. C. des communes du Pays de Thann den im Jahr 1949 begründeten Syndicat intercommunal à vocations multiples (SIVOM) ab, dem die Gemeinden Aspach-le-Bas, Aspach-le-Haut, Bitschwiller-lès-Thann und Schweighouse-Thann angehörten.
Mit Wirkung vom 1. Januar 2013 fusionierte der Gemeindeverband mit der Communauté de communes de Cernay et environs und bildete so die neue Communauté de communes Thann-Cernay.
Die ehemaligen 13 Mitglieder sind 
| - Aspach-le-Bas - Aspach-le-Haut - Bitschwiller-lès-Thann - Bourbach-le-Bas - Bourbach-le-Haut - Leimbach - Michelbach | - Rammersmatt - Roderen - Schweighouse-Thann - Thann - Vieux-Thann - Willer-sur-Thur |